# Johannes Kepler
Johannes Kepler (n. 27 decembrie 1571, Weil der Stadt, Baden-Württemberg, Germania – d. 15 noiembrie 1630, Regensburg, Sfântul Imperiu Roman) a fost matematician, astronom și naturalist german, care a formulat și confirmat legile mișcării planetelor (Legile lui Kepler). În matematică, Kepler este considerat precursor al calculului integral.

## Viața și activitatea

### Anii timpurii
Kepler s-a născut la 27 decembrie 1571 în Weil der Stadt, Württemberg, Germania și a studiat, începând cu anul 1591, teologia la Universitatea din Tübingen. Unul din profesorii săi era Michael Maestlin, apărător al teoriei heliocentrice a lui Copernic.

### Graz, Praga și Linz
Kepler ar fi dorit să devină pastor protestant, dar în cele din urmă, având o mare înclinație pentru matematică, acceptă în 1594 funcția de profesor de matematică și astronomie la Universitatea din Graz, Austria. Aici lucrează la un complex de ipoteze geometrice având ca scop explicarea depărtării dintre orbitele celor cinci planete cunoscute în acel timp, în afara planetei noastre (Mercur, Venus, Marte, Jupiter și Saturn). Kepler consideră că soarele exercită o forță care scade proporțional odată cu îndepărtarea de o planetă, „Planetele se mișcă în consecință pe o traiectorie eliptică, în centrul căreia se găsește soarele.” În acest fel enunță prima sa lege a mișcării planetelor (vezi Legile lui Kepler), publicată în lucrarea Mysterium Cosmographicum („Misterul lumii cosmice,” 1596).
Din cauza presiunilor exercitate de Contrareforma catolică, Kepler este nevoit să plece din Graz și, în 1600, acceptă oferta de a lucra la Praga ca asistent al lui Tycho Brahe, astronom al curții împăratului Rudolf al II-lea. Calitățile de observator ale lui Tycho Brahe sunt acum completate cu cunoștințele excepționale de matematică ale lui Kepler. După moartea lui Brahe în anul 1601, Kepler devine urmașul lui ca matematician și astronom imperial. În 1604 Kepler observă Supernova 1604 și publică observațiile sale în lucrarea De Stellus a Noua in pede Serpentarii („Despre o nouă stea la piciorul constelației șarpelui”).
În lucrarea Astronomia Nova („Astronomia nouă,” 1609) publică rezultatele cercetărilor asupra elipsei planetei Marte și enunță a doua sa lege, „Cu cât o planetă este mai aproape de Soare, cu atât se mișcă mai repede.” În anul 1612 Kepler se stabilește la Linz în Austria, unde îi apare lucrarea Harmonices Mundi („Armonia lumii,” 1619). În ultimul capitol al acestei cărți, pe baza observațiilor și calculelor efectuate, enunță a treia sa lege a mișcării planetelor, „Pătratul timpului de revoluție este proporțional cu puterea a treia a distanței medii dintre o planetă și Soare.”

### Tabulae Rudolfinae
Ultima sa operă importantă, apărută încă în timpul vieții, este Tabulae Rudolfinae (1627), care conține tabele ce descriu mișcările planetelor. Aceasta va constitui baza oricărui calcul astronomic pentru următorii 200 de ani. În lucrările sale despre teoria forțelor de gravitație, Isaac Newton s-a bazat în mare măsură pe observațiile lui Kepler.
În afara lucrărilor din domeniul astronomiei, Kepler a descris un procedeu de determinare a volumelor, pe baza căruia se va dezvolta calculul integral. De asemenea a studiat simetria fulgilor de zăpadă și a calculat forțele naturale care intervin în creșterea structurilor geometrice și care vor fi aplicate în studiul cristalografiei. A lucrat și în domeniul opticii, unde se poate aminti invenția sa numită „luneta lui Kepler.”

### Viață personală
În aprilie 1597 Kepler s-a căsătorit cu Barbara Mühlek. Căsătoria lor nu a fost fericită.  Soția sa, bolnavă cronic și care pierduse de curând doi copii mici, fusese descrisă ca fiind „proastă,  morocănoasă, singuratică și melancolică.” Nu înțelegea nimic din munca soțului ei și, trăgându-se din mica nobilime rurală, disprețuia profesia sărăcăcioasă a acestuia. Kepler o admonesta și o ignora în majoritatea timpului.
În anii 1615 - 1620 Kepler a trebuit să-și apere mama, care era acuzată de vrăjitorie. Până la urmă a reușit să-i obțină eliberarea, fără a putea însă împiedica torturile la care a fost supusă, în urma cărora ea a murit un an mai târziu. Kepler a trăit într-o epocă de fanatism intolerant, a luptelor dintre catolici și protestanți din timpul Războiului de Treizeci de Ani, fiind nevoit de mai multe ori să se refugieze pentru a scăpa de persecuții, cu toate încercările sale de a rămâne neutru.
Johannes Kepler a murit la 15 noiembrie 1630 în Regensburg, Germania, la vârsta de 59 de ani. În memoria sa, Universitatea din Linz poartă numele de „Johannes-Kepler-Universität.”

## Alte realizări
- A explicat trecerea lui Mercur și Venus pe discul Soarelui.
- A explicat lumina roșiatică, care se vede în timpul eclipselor de Lună.
- A emis primul ideea unui ocular convergent pentru lunete, pusă în practică de Christiaan Huygens.
- A construit o lunetă astronomică (1611).
- A intuit efectul de presiune a luminii asupra cozilor cometare.

## Opere principale
- Mysterium Cosmographicum, 1596
- Astronomia Nova, 1609
- Dioptrice, 1611
- Harmonices mundi, 1619
- De Cometis, 1619
- Tabulae rudolfinae, 1627

## Recepția lucrărilor sale
Legile lui Kepler n-au fost acceptate imediat. Multe figuri importante precum Galileo și René Descartes au ignorat complet Astronomia nova a lui Kepler. Câțiva astronomi, printre care se numără și profesorul lui Kepler, Michael Maestlin, au obiectat asupra introducerii fizicii în astronomia sa. Din nefericire, și în România, Kepler și opera sa au fost cunoscute foarte tărziu. Astfel, episcopul Amfilohie Hotiniul nu-l amintește pe Johannes Kepler printre marii savanți ai renașterii europene în cartea sa Gramatica fizicii, spre deosebire de Tycho Brahe, pe care îl menționează cu „generozitate.” Primul român, care a cunoscut opera lui Kepler și a amintit de ea în lucrările sale a fost Gheorghe Asachi . Mai mult ca atât, este straniu, că o foarte cunoscută carte, consacrată figurilor ilustre din perioada Renașterii, nu-l include pe Johannes Kepler printre marii făuritori ai științei moderne, ci doar pe Galileo Galilei,  Giordano Bruno, Tycho Brahe și Nicolai Copernic.
În același timp din perspectiva prezentului, valoarea operei lui Johannes Kepler o depășește cu mult pe cea a lui Tycho Brahe și Giordano Bruno, fiind comparabilă cu cea a lui Galileo Galilei prin puterea deducției.  Legile lui Kepler au intrat în fondul de aur al astronomiei, mecanicii și fizicii și doar legea lui Newton pentru forța de gravitație le generalizează, incluzându-le, ca un caz particular.  Totuși, și până astăzi, astronomii și specialiștii în mecanică cerească pornesc cercetările lor în multe cazuri nu de la legea lui Newton, ci de la forma acestei legi, dată anterior de către Johannes Kepler.

## Fotografii
- Monumentul lui Ticho Brahe și Johannes Kepler de la Praga